# Stylosomus tamarisci
Stylosomus tamarisci é uma espécie de insetos coleópteros polífagos pertencente à família Chrysomelidae.
A autoridade científica da espécie é Herrich-Schäffer, tendo sido descrita no ano de 1838.
Trata-se de uma espécie presente no território português.